# Salzhemmendorf
Salzhemmendorf település Németországban, azon belül Alsó-Szászország tartományban. Lakosainak száma 9279 fő (2023. december 31.).

## Népesség
A település népességének változása:
| Lakosok száma | 9297 | 9217 | 9161 | 9150 | 9303 | 9378 | 9279 |
|               | 2015 | 2016 | 2017 | 2019 | 2021 | 2022 | 2023 |